# Papyrus Hood
Le papyrus Hood également appelé Papyrus Hood-Wilbour, rédigé sous Amenemopet (XXIe dynastie), nous donne la hiérarchie des personnes entre le dieu et le cordonnier du roi.